# Бруцельоз
Бруцельо́з (лат. brucellosis, син. — хвороба Банга, мальтійська гарячка, середземноморська гарячка, гібралтарська гарячка, гарячка Кіпру, кримська гарячка, хвилеподібна (ундулююча) гарячка, трясуча гарячка, англ. Fist of mercy — «кулак милосердя», «п'ятидоларова хвороба» тощо) — інфекційне зоонозне захворювання з тенденцією до тривалого перебігу, що супроводжується гарячкою, алергізацією, ураженням системи мононуклеарних фагоцитів (СМФ), судинної, нервової, статевої та інших систем з особливо частим залученням у патологічний процес опорно-рухового апарату.

## Історичні відомості
Зі стародавніх часів людям була відома тривала хвороба, яка супроводжувалась гарячкою, ураженням суглобів, і яку спостерігали на островах і у країнах Середземномор'я. У 1859 році Дж. Марстон, англійський військовий хірург, описав особливий вид хвилеподібної (ундулюючої) гарячки, яка нерідко виникала серед англійських вояків, що служили на Мальті. Дослідивши органи загиблих від черевного тифу і тих, що померли від цієї гарячки, він звернув увагу на морфологічні розходження, що виникають при даних захворюваннях. Це дозволило Марстону висловити думку про існування самостійної хвороби, що спочатку отримала назву «середземноморська шлункова ремітивна гарячка», а пізніше — «мальтійська гарячка». Під час Кримської війни англійські військові медики, скоріше за все, спостерігали в англійських військах під назвою «кримська гарячка» саме бруцельоз. Вперше збудника бруцельозу виділив із трупів померлих англійських вояків на Мальті у 1886 році англійський лікар Девід Брюс, якому він дав назву Micrococcus melitensis. Однак знадобилося ще 20 років, щоб уточнити джерело інфекції, спосіб і чинники передавання цього збудника. Були опубліковані дані комісії, що працювала під безпосереднім керівництвом Д. Брюса в 1904—1907 рр. і виявила поголовну зараженість мікрококом кіз на Мальті та інфікованість усіх продуктів, що отримували від цих тварин (молоко свіже і кисле, бринза, сир). Було помічено, що коли кіз ввечері приганяли з пасовиськ, то їх одразу доїли перед дверима домів на вулиці, й люди пили найсвіжіше молоко. Заборона вживати продукти з козячого молока без попередньої термічної обробки призвела до різкого зниження захворюваності на бруцельоз на Мальті. Надалі хворобу названо на честь Девіда Брюса. У 1895 році в Копенгагені данський ветеринар і бактеріолог Б. Банг виділив із навколоплідної рідини корів, в яких виникли викидні, ще одного збудника, якого він назвав Bacillus abortus. Банг довів зв'язок інфікованості цим збудником з абортами у корів, а також контагіозність інфікованого матеріалу. Тривалий час ці два збудники займали самостійні місця в номенклатурі мікроорганізмів, а B. abortus не пов'язували з патологією людини. Однак у 1918 році були опубліковані праці американського мікробіолога Е. Еванс, в яких указувалося на подібність Micrococcus melitensis і Bacillus abortus. Це дозволило дослідниці зробити висновок, що B. abortus, як і мікрокок, може спричинювати патологію не лише у тварин (великої рогатої худоби), але й у людини. Дане припущення переконливо довів у 1924 році Ч. Кіфер, який виділив B. abortus із крові хворої людини. У 1914 р. Я. Траум виявив збудника аборту свиней — Bact. abortus suis. Пізніше була доведена патогенність і цього збудника для людини. Таким чином, були отримані дані, що дозволили в 1928 році об'єднати всіх трьох збудників у єдиний рід — Brucella (на честь Д. Брюса), виділивши 3 патогенних для людини окремих види — Br.melitensis, Br. abortus, Br. suis. Подальші дослідження показали, що ці відомості про бруцели далеко не повні: в 1953 році виділили Br. ovis — від овець, у 1957 році — Br. neotomae — від представника гризунів підродини Неотомові Neotoma lepida, яких у США традиційно називають пустельними деревними щурами, у 1966 році — Br. canis — від собак-гончаків, зокрема, біглів, у 1994 р. — Br. ceti й у 1997 році — Br. pinnipedialis — від морських ссавців. Нещодавно виявили ще двох бруцел: Br. microti у звичайної полівки Microtus arvalis (2008 р.) і Br. inopinata у людини (2010 р.)

## Актуальність

Мапа поширення козячого бруцельозу у тварин в Європі протягом першої половини 2006 року.
♦ бруцельоз ніколи не був зафіксований
♦ бруцельоз не зареєстрований у цей період
♦ не зареєстровані випадки хвороби
♦ зафіксоване носійство збудників
♦ немає інформації

Це один із найпоширених зоонозів у світі — лише 17 країн (зокрема Канада, Ірландія) сповістили ВООЗ про те, що на їхній території бруцельоз відсутній. Близько 500 тисяч випадків бруцельозу у людей щорічно реєструється в світі.
Проблема бруцельозу протягом багатьох років залишається актуальною для сільського господарства й охорони здоров'я. Висока чутливість до бруцельозу майже всіх сільськогосподарських тварин, легкість інфікування утруднюють серед них контроль за цією інфекцією. Соціально-економічна значимість проблеми бруцельозу визначається особливостями перебігу даної інфекції, а також основним контингентом, що уражується, а саме працездатним населенням, що пов'язано як із професійними факторами, так і соціальними причинами. Однією з найбільш яскравих клінічних особливостей сучасного бруцельозу є наявність вираженої тенденції до переходу захворювання в хронічну форму з наступною інвалідізацією. Поліморфізм клінічних проявів, особливо на ранніх стадіях, утруднює своєчасну діагностику. І в XXI столітті не вирішена проблема лікування бруцельозу, тому що збудник захворювання — внутрішньоклітинний паразит, що робить його недосяжним для дії антибактерійних засобів саме у період його перебування в клітині. Залишається проблемою створення надійної та безпечної вакцини. Усе це може слугувати підґрунтям для використання бруцел як бактеріологічної зброї.

## Етіологія

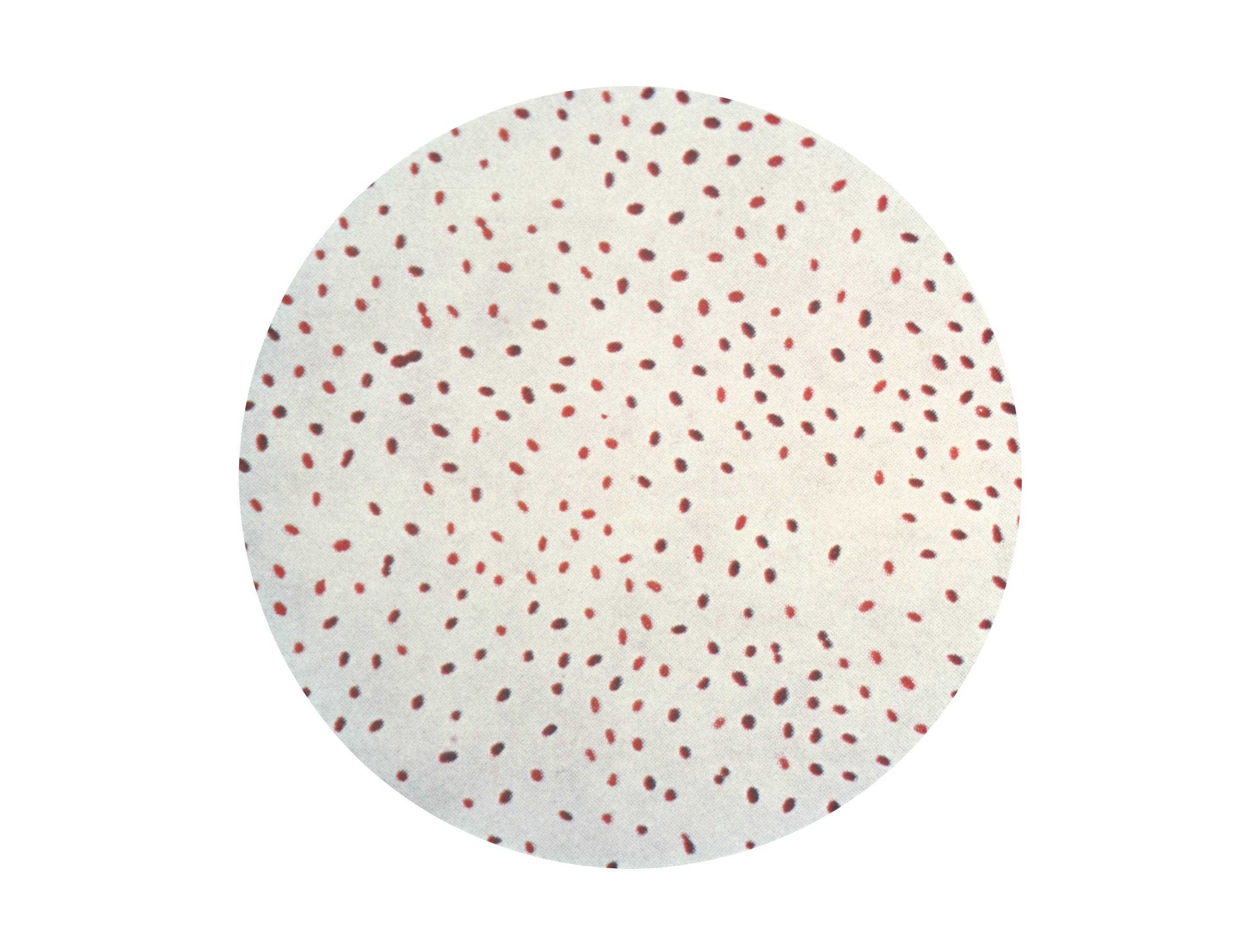
Фотомікрограма одного з видів бруцел — Brucella melitensis.

Збудники бруцельозу належать до роду Brucella. Рід має кілька видів:
- Br. melitensis,
- Br. abortus,
- Br. suis,
- Br. canis,
- Br. ovis,
- Br. neotomae,
- Br. pinnipedialis[19][20],
- Br. ceti[21][22],
- Br. inopinata,
- Br. microti.

Бруцели — грамнегативні бактерії, невеликих розмірів, відрізняються великим поліморфізмом. У одному препараті можна побачити як паличкоподібні, так і кокові варіанти, спор не утворюють, нерухливі, належать до внутрішньоклітинних паразитів. Ростуть на багатьох штучних поживних середовищах, але зростають дуже повільно (3 тижні та більше). Багато лабораторних тварин (морські свинки, білі пацюки, миші) високочутливі до бруцел. Цим бактеріям властива значна мінливість і можливість переходити з S-форми в R- і L-форми. Стійкі до зовнішніх впливів. У воді зберігаються більше 2-х місяців, у бринзі — 2 місяці, у вовні — до 4 місяців. Швидко гинуть у кислому середовищі, при кип'ятінні та під дією дезінфікуючих препаратів. Чутливі до антибіотиків тетрациклінової групи, стрептоміцину, рифампіцину, фторхінолонів, макролідів.
Детальніші відомості з цієї теми ви можете знайти в статті Бруцела.

## Епідеміологічні особливості

### Джерело і резервуар інфекції
У залежності від збудника є різні джерела інфекції при зараженні людини:
- Br. melitensis — вівці й кози.
- Br. abortus — велика рогата худоба.
- Br. suis — свині.
- Br. canis — собаки.
- Br. pinnipediae — китоподібні.
- Br. ceti — морські ластоногі.

Поки що незрозумілим є джерело інфекції для Br. inopinata. Ще для 3-х видів бруцел (Br. ovis, Br. neotomae, Br. microti) патогенність для людини поки не встановлена.
Основним джерелом інфекції для людини є дрібна й велика рогата худоба, а також свині. Найбільш характерною клінічною ознакою бруцельозу у сільськогосподарських тварин є аборт. Плід, оболонки, навколоплідна рідина містять збудника бруцельозу у величезній кількості. У тварин, у яких відбувся аборт, до 15-ти місяців можна виявити бруцели в патологічних виділеннях з родових шляхів, у молоці, сечі й випорожненнях. З виділеннями збудники потрапляють назовні, контамінують підстилку, корм, воду в місцях водопою, де заражаються інші тварини, що сприяє виникненню епізоотичних спалахів. Хвора людина для оточуючих небезпеки не являє.

### Механізм і фактори передачі
Зараження людей відбувається контактним механізмом із залученням безпосередньо контактно-побутового й аліментарного шляхів. Зараження контактним шляхом особливо часто відбувається при потраплянні на шкіру навколоплідної рідини (під час допомоги при отеленні, при догляді за новонародженими телятами, ягнятами). Зараження може наступити й при переробці м'ясної сировини, шкіри, вовни хворих на бруцельоз тварин. Бруцели проникають через найменші ушкодження шкіри. Небезпечними є сирі молочні продукти, овеча бринза, кумис тощо. Молоко є причиною інфікування багатьох людей, які професійно не пов'язані із тваринництвом. При цьому зараження відбувається через слизову ротоглотки, а не шлунка й кишечника, тому що шлунковий сік згубно діє на бруцел.

### Сприйнятливий контингент та імунітет
Саме тому, що інфікування диких тварин не має істотного значення в поширенні бруцельозу в людській популяції, цю патологію відносять не до захворювань із природною осередковістю, а до крайової патології, оскільки зустрічається вона, головним чином, у регіонах із тваринницькою орієнтацією сільського господарства. Таким чином, господарська діяльність людини та її специфіка (дрібна чи велика рогата худоба, свинарство) накладають відбиток на формування осередків із переважним поширенням певного виду збудників бруцельозу.
Найбільша захворюваність спостерігається серед осіб, що мають тісний контакт із хворими на бруцельоз тваринами (чабани, пастухи, ветеринари, зоотехніки), працівників м'ясокомбінатів, підприємств, на яких обробляють вовну. У більшості випадків бруцельоз людей — це професійне захворювання. Можливе зараження у лабораторіях, де працюють з живими культурами бруцел. Через часту хронізацію хвороби мова про захисний імунітет при бруцельозі не йде.

## Патогенез

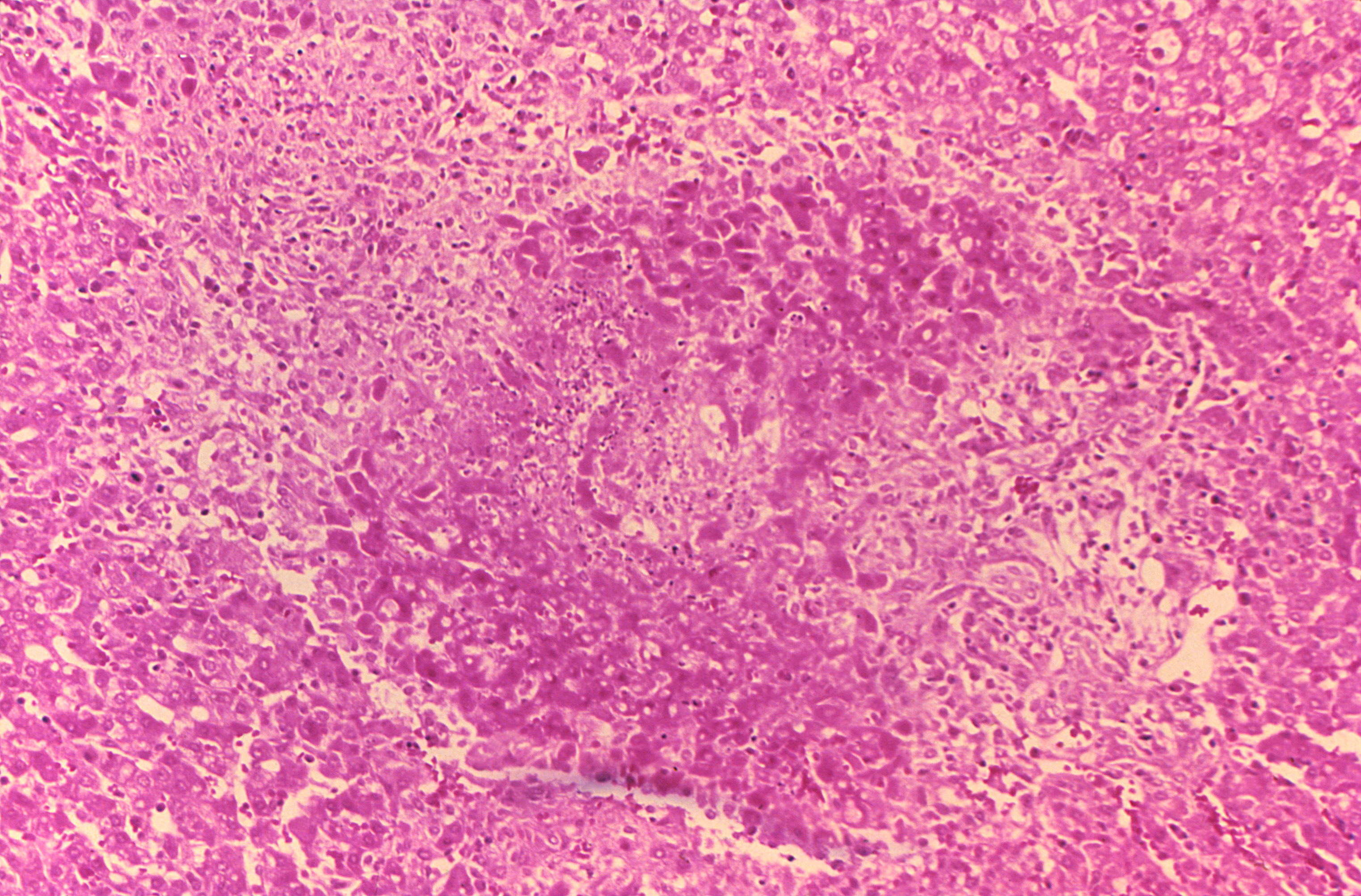
Гістологічний зріз бруцельозної гранульоми з некрозом у центрі при експериментальній інфекції Br. suis у гвінейських свинок.

Потрапляючи в організм людини, бруцели не зумовлюють яких-небудь істотних змін на місці проникнення. Перша фаза регіонарної інфекції, коли бруцели по лімфатичних шляхах досягають лімфатичних вузлів, відповідає інкубаційному періоду. Розмноження й накопичення бруцел відбувається переважно в лімфатичних вузлах. При гострому бруцельозі клінічні прояви відповідають первинній бактеріємії (гематогенному заносу). Підгострий бруцельоз характеризується повторною й багаторазовою бактеріємією з явищами сенсибілізації. З током крові збудник потрапляє в органи СМФ (печінка, селезінка, кістковий мозок), де формуються нові вогнища інфекції з повторним потраплянням збудника в кров, що обумовлює гарячку і загальноінфекційний синдром. При хронічному бруцельозі збудник потрапляє в різні органи і системи (ЦНС, статеву систему, опорно-руховий апарат). Для бруцельозу характерна алергійна перебудова організму, різко виражена гіперчутливість ΙV типу/уповільненого типу, що зберігається тривалий час навіть після очищення організму від збудника. Необхідно відзначити, що зовсім необов'язковим є перехід гострого бруцельозу в хронічний, також при розвитку хронічного бруцельозу зовсім не обов'язковим є наявність попередньої стадії гострого бруцельозу. Тривалість захворювання бруцельозом не перевищує 2-3 роки. Надалі в результаті склеротичних змін в органах і тканинах спостерігаються наслідки (резидуальний бруцельоз). Тривалий рецидивний перебіг протягом багатьох років пов'язаний з реінфекціями. На прояви хвороби істотно впливає й вид бруцел, що спричинив захворювання. Найтяжчий перебіг пов'язаний з Br. melitensis. Br. abortus, Br. suis, Br. canis спричинюють випадки загалом середньої тяжкості, але, нерідко, й малосимптомні. У людей описані тільки поодинокі випадки захворювання при зараженні Br. pinnipedialis і Br. ceti з переважанням уражень нервової системи. Br. inopinata відома як збудник інфекційного процесу у 71-річної жінки з грудним імплантатом.

### Патоморфологія бруцельозу
Патоморфологічні зміни при бруцельозі поліморфні. Переважно вони виявляються в сполучній тканині різних органів, характер і ступінь виразності їх залежить від фази розвитку патологічного процесу. У гострій фазі виникають ексудативно-запальні зміни серозного характеру в лімфатичних вузлах і внутрішніх органах (печінка, селезінка). Виникає інфекційно-реактивний васкуліт. У підгострій і хронічній фазах процесу переважають продуктивно-запальні зміни з формуванням специфічних бруцельозних гранульом, переважно в опорно-руховій, нервовій та статевій системах.

## Клінічні прояви

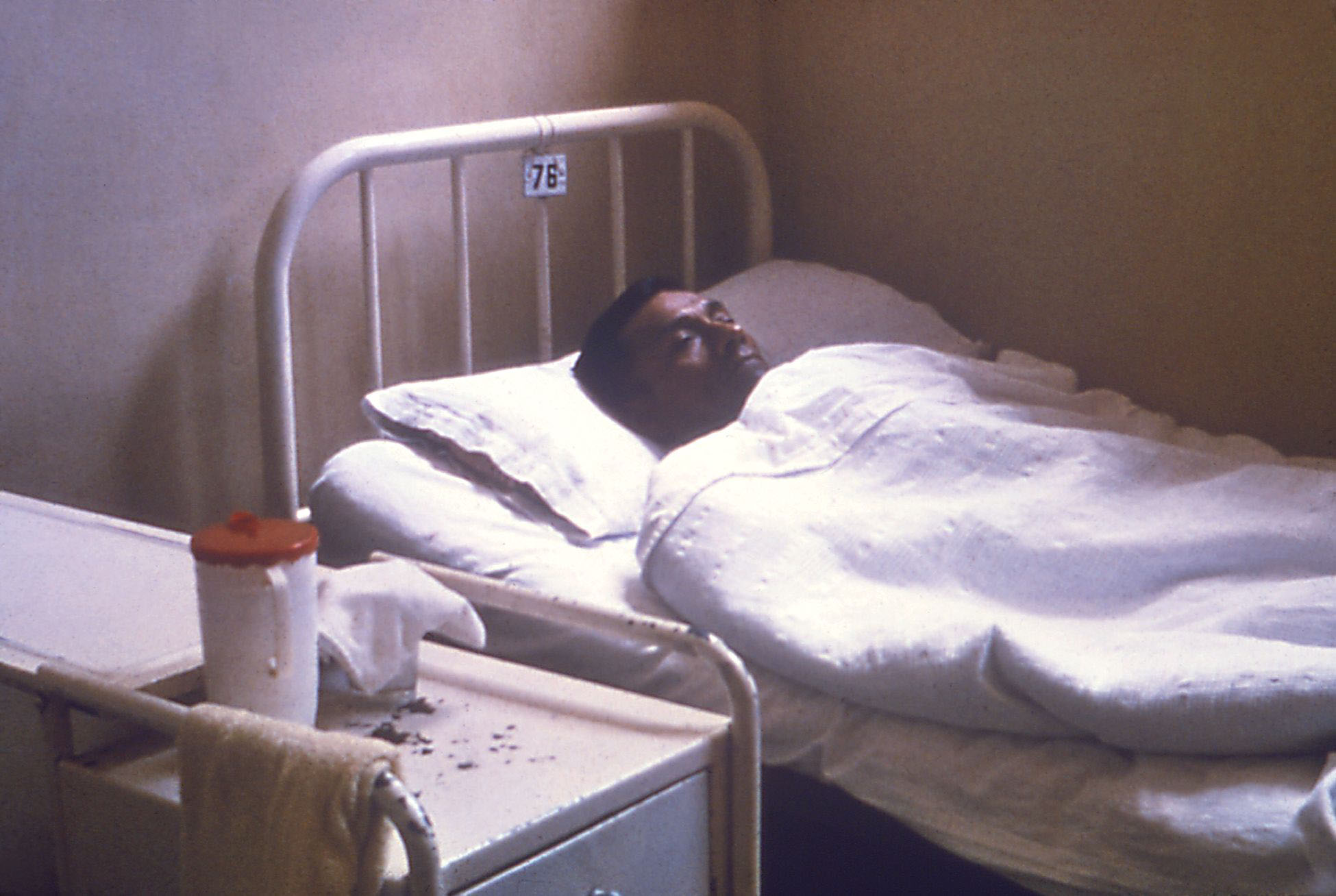
Хворий на бруцельоз у стаціонарі.

Для бруцельозу характерний поліморфізм клінічних проявів. Через це запропоновано багато клінічних класифікацій. Згідно з МКХ-10 розрізняють:
- бруцельоз, який спричинює Br. melitensis (А25.0);
- бруцельоз, який спричинює Br. abortus (А25.1);
- бруцельоз, який спричинює Br. suis (А25.2);
- бруцельоз, який спричинює Br. canis (А25.3);
- інші форми бруцельозу (А25.8);
- бруцельоз неуточнений (А25.9);

Відповідно найчастіше клінічно виділяють бруцельоз: субклінічний, гострий, підгострий, хронічний, резидуальний.

### Субклінічний перебіг
Характеризується задовільним станом хворих. При ретельному обстеженні в окремих осіб можна виявити невелике збільшення периферичних лімфатичних вузлів. Такий перебіг часто притаманний бруцельозу, який спричинює Br. abortus.

### Гострий варіант перебігу
Розвивається після інкубаційного періоду тривалістю від 1-го тижня до 2-х місяців. Захворювання починається з підвищення температури тіла до високих цифр. Такий перебіг характерний для бруцельозу, який спричинює Br. melitensis. Температурна крива може бути різних типів: ундулююча, послаблювальна, зрідка — постійна. У деяких хворих — субфебрильна. Підвищення температури тіла супроводжується ознобом, виразною пітливістю. Пітливість (аж до профузних потів) та озноби (від легкого ознобу до приголомшливого) тим більше виражені, чим значніші перепади температури тіла (вони чітко фіксуються при вимірюванні температури тіла кожних 3 год). Виразність тріади ознак — гарячка, озноб і пітливість — значною мірою корелює з тяжкістю перебігу бруцельозу. Характерно, що навіть за наявності у хворого високої гарячки, загальний стан його кращий, ніж це буває при інших інфекційних хворобах із гарячкою (грип, черевний тиф, епідемічний висипний тиф, тощо). Хворі задовільно, можна навіть сказати, відносно «добре» переносять високу температуру тіла. Відсутні й інші ознаки інтоксикації. До кінця першого тижня відзначається збільшення печінки й селезінки. Формується генералізована лімфаденопатія — лімфатичні вузли помірно збільшені, частіше бувають величиною з велику горошину (звідси назва «полімікроаденіт» при їхньому генералізованому збільшенні), деякі з них чутливі при пальпації. Головною рисою на цьому етапі є відсутність чітких вогнищевих змін в органах. Гострий бруцельоз може зрідка закінчитися видужанням, але як правило переходить у підгострий і хронічний. У випадку одужання після гострого перебігу відбувається повне звільнення від збудника, залишкові явища зазвичай не встигають сформуватися, однак на тривалий час зберігається сенсибілізація до антигенів бруцел. Тому повторне зараження (реінфекція) може призвести до повернення проявів хвороби, але з більш раннім формуванням вогнищевих уражень.

### Підгострий варіант перебігу
Окрім помірних явищ інтоксикації, нападів помірної гарячки з'являються вогнищеві ураження у вигляді артритів, плекситів, невритів, уражень статевих залоз тощо. Характерним раннім ураженням опорно-рухового апарату вважається патологічний процес у криже-клубовому зчленуванні. Можливі несиметричні артрити інших суглобів. Найчастіше виникає неврит сідничного нерва. Для невритів і плекситів також характерні несиметричні ураження. Дуже часто виникають ураження статевої системи — орхіти (запалення яєчок), епідидиміти, аднексити.

### Хронічний варіант перебігу
В одних випадках розвивається одразу, минаючи гостру фазу, в інших випадках ознаки хронічного бруцельозу з'являються через певний час після гострого початку. Для хронічного бруцельозу характерне залучення в патологічний процес все нових і нових органів та систем. Чим триваліший перебіг хронічного бруцельозу, тим різноманітніші бувають клінічні прояви і скарги хворих. Під час чергового загострення можуть з'явитися нові метастатичні вогнища, що супроводжується появою нових симптомів на тлі старих. Характерна зміна періодів загострень і ремісій, розмаїтими бувають скарги хворих: головний біль, слабкість, швидка стомлюваність, диспептичні явища, тяжкість у правому підребер'ї, біль у суглобах, неприємні відчуття в ділянці серця, поганий сон тощо. Хворі нерідко сутяжливі, «в'язкі» у безпосередньому контакті. Розмаїття скарг нерідко стомлює не лише лікаря, що працює із хворим, але й близьких людей пацієнта. Температура тіла частіше субфебрильна або відсутня протягом тижнів і місяців (ремісії). Хворі відзначають підвищену дратівливість, депресивні явища, поганий сон, астенізацію, зниження працездатності.
Можуть бути збільшені лімфатичні вузли навіть глибоко розташовані (середостіння, мезентеріальні). При збільшенні мезентеріальних лімфатичних вузлів хворі скаржаться на біль за ходом кишечника. При ураженні нервових сплетінь (солярит) — біль в епігастральній області.

#### Ураження опорно-рухового апарата
Є найбільш частим проявом хронічного бруцельозу. Хворі скаржаться на біль в м'язах і суглобах. Розвиваються міозити. При пальпації частіше в м'язах кінцівок виявляють болючі ділянки, у товщі м'язів промацують ущільнення. У попереково-крижовій області, в області стегна та в інших ділянках можна виявити в підшкірній клітковині при пальпації вузлики або тяжи. Це так звані фіброзити (дистрофічно та запально змінені структури з волокнистої сполучної тканини) переважно навколо суглобів, а також у поперековій, крижовій, сідничній ділянках. Розміри фіброзитів різні — від горошини до квасолі, у деяких хворих фіброзити в діаметрі від 5 до 10 см. Виникають й целюлити переважно в тканинах кінцівок. Щільність і розміри цих утворень можуть варіювати в залежності від гостроти і давнини процесу.
При бруцельозі дуже рідко в патологічний процес втягується тільки один суглоб. В основному уражуються великі суглоби (колінні,кульшові, плечові, гомілковостопні). Функція суглобів обмежена через біль, але конфігурація змінюється мало. Характерні для бруцельозу й бурсити, частіше ліктьових суглобів, тендовагініти, артрозо-артрити. Поступово у хворих можуть розвитися анкілози і контрактури. Рухи в суглобах при цьому завдають болю, різко обмежені або відсутні повністю; суглоби збільшені в розмірі, деформовані.
Найбільш типовими вважаються ураження клубово-крижових зчленувань (сакроілеїт) і хребта. Діагностичне значення сакроілеїтів дуже велике, тому що інші етіологічні агенти спричинюють їх вкрай рідко. Для виявлення сакроілеїтів існує ряд діагностичних прийомів. Інформативним є симптом Ериксена, суть якого полягає в тому, що хворого укладають на перев'язувальний стіл на спину або бік і натискають на гребінь клубової кістки при положенні на боці або здавлюють обома руками передні верхні гребені клубових кісток у положенні на спині. При однобічному сакроілеїті виникає біль на ураженій стороні, при двосторонньому — хворі біль відзначають з обох сторін. Використовують також симптом Нахласа, при цьому хворого укладають на стіл животом вниз і згинають ноги в колінному суглобі. При підйомі кінцівки з'являється біль в ураженому клубово-крижовому зчленуванні. Симптом Джона-Бера виявляється так: хворий перебуває в положенні на спині, при тиску на лобкове зчленування перпендикулярно вниз з'являється біль у клубово-крижовому зчленуванні.

#### Ураження нервової та психічної сфери
При ураженні периферичної нервової системи з'являються радикуліти, неврити, вегетативної нервової системи — у вигляді адинамії, пітливості. З черепних нервів частіше в процес втягуються I, III, VI, VII пари. Рідко, але можливий розвиток менінгіту, менінгоенцефаліту з типовими симптомами.
У ряді випадків у хворих бувають психічні розлади. Рідкі бруцельозні психози перебігають довготривало, із загостреннями.

#### Ураження серцево-судинної системи
Відбуваються васкуліти, міокардит, ендокардит, рідко — порушення ритму серця.

#### Ураження статевих органів
У чоловіків з'являються орхіти, епідидиміти, зниження статевої функції. Орхіти частіше бувають однобічними, супроводжуються сильним болем й збільшенням органа. У жінок — аднексити, ендометрити (запальні процеси у ендометрії. Можливі передчасні пологи, аборти, розвиток безплідності. У той же час необхідно відзначити, що жінки, які страждають на бруцельоз, можуть завагітніти й народити цілком здорових дітей. Діти під час пологів і при вигодовуванні бруцельозом не заражаються.

#### Ураження очей
Зустрічаються рідко, розвиваються ірити, хоріоретиніти, увеїти, кератити тощо.

### Резидуальний бруцельоз
У клінічній картині наслідків бруцельозу на чільне місце виходять скарги на підвищену втомлюваність, слабкість, дратівливість. Хворі відзначають субфебрилітет, порушення сну, зниження пам'яті, підвищену пітливість, судинні порушення — похолодання кінцівок, легке утворення синців. Запальні зміни в суглобах і навколишніх тканинах призводять до розвитку остеоартрозів, анкілозів суглобів з їхньою деформацією і порушенням функції. У хребті виникає склерозування міжхребцевих дисків із наступним здушенням нервових корінців і формуванням стійкого радикулярного болю. Деформація хребців відбувається внаслідок розвитку остеопорозу, утворення остеофітів. Ще довгі роки після стихання активності процесу хворих турбує біль у м'язах, суглобах і хребті, який посилюється за зміни погоди. На тлі гіпоталамічного/діенцефального синдрому можливе прогресування порушень психіки (нав'язливість, явища деперсоналізації і дереалізації, галюцинації тощо). Формується адгезивний арахноїдит, який іноді буває причиною сильного головного болю, нападів. Ураження n. opticus може призвести до сліпоти. Перенесені запальні процеси в статевій сфері чоловіків нерідко стають причиною безплідності, імпотенції, жінок — постійного невиношування вагітності, безплідності. На цій стадії в організмі хворого збудника вже немає.

## Діагностика

### Рентгенологічне дослідження
Виявляються рентгенологічні зміни в інфікованих хребцях: симптом Педро Понса (переважна ерозія передньоверхнього кута поперекових хребців) і виражений остеофітоз є підозрілими на бруцельозний спондиліт.

### Бактеріологічний метод
Збудник бруцельозу при гострих і підгострих формах може бути виділений із крові, кісткового мозку та інших біосубстратів шляхом посіву на штучні поживні середовища. Однак, бактеріологічні методи дослідження складні, тривалі й вимагають спеціальних умов, в тому числі, підвищеного захисту працівників лабораторій. Ріст бруцел відбувається повільно, протягом 1-2 місяців.

### Серологічний метод
Із серологічних реакцій найбільш інформативною є реакція аглютинації, яка виконується в 2-х модифікаціях — реакція Райта, яка проводиться у пробірці, та реакція Гуддлесона, яка проводиться на предметному склі й враховується в якісних поняттях (+ плюсах). При гострому варіанту перебігу бруцельозу антитіла починають виявлятися на другому тижні хвороби й надалі їхній титр наростає. Діагностичним вважається титр не менш ніж 1:200 (реакція Райта) та не менше ніж 2+ (реакція Гуддлесона). Для пошуку антитіл використовується й методика бенгальської троянди. Більш чутливими для діагностики є реакція зв'язування комплементу і непрямої гемаглютинації, які можуть віддиференціювати хворобу від поствакцінальних змін. У світі широко застосовують також дослідження в крові на антитіла різних класів в ІФА та проводять ПЛР.

### Алергологічний метод
З алергологічних методів діагностики бруцельозу використовують пробу Бюрне шляхом внутрішньошкірного введення бруцеліну (фільтрату триденної бульйонної культури Br. melitensis). Реакцію враховують за величиною набряку (при діаметрі менше 1 см — реакція вважається сумнівною, при 1-3 см — слабко позитивною; більше 3 см — позитивною). Внутрішньошкірна проба, як правило, стає позитивною до кінця першого місяця захворювання. Варто враховувати, що постановка алергологічної проби може приводити до появи антитіл або до наростання титру антитіл. Реакція не дозволяє визначити ступінь активності процесу, а свідчить лише про інфікування, без уточнення його термінів. Вона буває позитивною й у вакцинованих.
Негативні результати проби Бюрне дозволяють виключити бруцельоз. Іноді у хворих, яким проводилась проба Бюрне, відбувається загострення перебігу хвороби. Великим недоліком цієї проби є саме те, що вона може впливати на результати наступних серологічних досліджень, тому її частіше використовують при епідеміологічних обстеженнях населення, ніж у клінічній практиці, та у ветеринарії.

## Лікування
Терапія залежить від форми хвороби. При гострій формі бруцельозу необхідно призначати антибіотики в досить високих курсових дозах. Недостатні дози й передчасна відміна препаратів обумовлює надалі розвиток хронічного бруцельозу. ВООЗ рекомендує у дорослих одночасне застосування доксицикліну 0,1 г на добу в поєднанні з рифампіцином по 0,6-0,9 г на добу протягом 6 тижнів. Можливе застосування доксицикліну 0,1 г на добу протягом 6 тижнів разом із стрептоміцином 1 г за добу в/м 2-3 тижні. Цей останній варіант антибактерійної терапії вважається більш ефективним для запобігання рецидиву. У цьому варіанті можлива заміна доксицикліну на ципрофлоксацин, чи стрептоміцину на гентаміцин або амікацин у відповідних дозуваннях. Комплексна терапія бруцельозу не виключає рецидивів захворювання. Рецидиви частіше бувають через 7-8 місяців, а іноді через 1-2 роки після проведеного курсу лікування.
Призначається також різноманітна патогенетична терапія: детоксикація, протизапальні засоби. При виражених запальних змінах (орхіт, неврити тощо) призначають глюкокортикостероїди протягом 2-3 тижнів.
Для лікування підгострого, а також хронічного бруцельозу у період рецидиву можна застосовувати вакцинотерапію, що поєднують з лікуванням антибіотиками та іншими препаратами. Найефективніший внутрішньовенний метод вакцинотерапії. Перший раз в/в вводять 250 000 мікробних тіл вакцини і спостерігають за хворим упродовж 6 годин, враховуючи його реакції. При помірно вираженій реакції, що має цілюще значення, розпочинають проведення курсу вакцинотерапії. Якщо ж виникає шокова реакція, то від проведення цієї терапії відмовляються. Перша лікувальна доза вакцини повинна складати 500 000, потім з інтервалами 3-4 дня вводять 1 000 000, 3 000 000, 5 000 000, 10 000 000, 25 000 000, 50 000 000 та закінчують дозою 75 000 000 мікробних тіл на ін'єкцію; всього роблять 8 внутрішньовенних вливань вакцини. У багатьох країнах світу вакцинотерапію при бруцельозі вважають недоцільною.
При хронічних формах призначення антибіотиків виправдане лише за наявності гарячки. Найбільш ефективна вакцинотерапія, що має не лише десенсибілізуючий ефект, але й стимулює імуногенез. Для стимуляції резистентності організму застосовують метилурацил, нуклеїнат натрію тощо, проводиться фізіотерапія: електрофорез, парафінові аплікації, лікувальна гімнастика, лікувальний масаж, сірководневі, радонові ванни, грязелікування.

## Профілактика
Профілактика полягає перш за все у ліквідації інфекційних хвороб  серед сільськогосподарських тварин і знезараженні навколишнього середовища. У місцевості, де серед худоби зустрічається захворювання на бруцельоз, велике значення набуває знезараження продуктів та сировини тваринного походження. Молоко корів і кіз можна споживати тільки після кип'ятіння або пастеризації. Усі молочні продукти повинні готуватися з пастеризованого молока. Основою профілактики повинен бути комплекс санітарно-ветеринарних заходів. При роботі із хворими тваринами потрібно використовувати захисний одяг і дезінфікуючі препарати.
Значну роль у профілактиці поширення бруцельозу серед тварин грає вакцинація спеціальними вакцинами. Є жива протибруцельозна вакцина. Однак, імунізація живою вакциною створює лише нетривалий імунітет. Вакцина на основі штаму 19 В. abortus застосовується винятково для вакцинації сільськогосподарських тварин. До введення живих протибруцельозних вакцин людині потрібно відноситися з великою обережністю. У вакцинованих часто відзначалися скарги на погіршення самопочуття, що проявляється артралгіями, невралгіями, лімфаденопатією. Науковці працюють над створенням хімічних й інактивованих корпускулярних вакцин проти бруцельозу.

## Бруцельоз у тварин

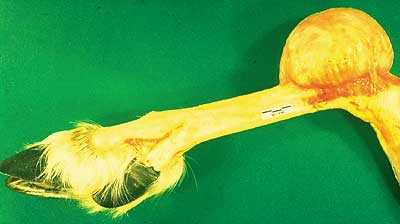
Ураження колінного суглобу при бруцельозі, який спричинила Br. suis у карибу.

В інфікованих тварин бруцельоз може перебігати безсимптомно, хоча й досить часто набуває хронічного перебігу, а збудник місяці й роки може персистувати в організмі та виділяється з молоком, сечею (найчастіше це буває при інфікуванні Br. abortus).
У кіз інфекція перебігає переважно з виразними клінічними проявами. За частотою розвитку маніфестних форм в інфікованих тварин свині займають проміжне місце.
Одним із найтиповіших (а іноді й єдиним) проявів бруцельозу у тварин є спонтанний аборт, за яким нерідко випливають яловість, мастити, а в самців — орхіт.
Поширення інфекції серед тварин відбувається головним чином із молоком (при годуванні телят) і статевим шляхом. У тварин з маніфестною або субклінічною формою бруцельозу збудник виявляється в крові, молоці, сечі, а після їхнього забиття тривалий час зберігається в м'ясопродуктах, на вовні. У тварин повне самовиліковування настає в більшості випадків.
У собак Br. canis передаються при розплодженні й контакті з абортованими плодами. Бруцели у собак зазвичай інфікують статеву і лімфатичну системи, очі, нирки, міжхребцеві диски. Ураження міжхребцевого диска є однією з причин дискоспондильозу собак. Клінічні прояви бурцельозу у собак включають аборт у самиць і запалення калитки з орхітом у кобелів. Гарячка є рідкістю. Зараження очей може призвести до увеїту.
Окрім свійських тварин Br. abortus також заражає зубрів і лосів у Північній Америці, Br. suis — карибу. Бруцели Br. pinnipediae і Br. ceti були виділені з декількох видів морських ссавців (ластоногих і китоподібних).

## Бруцели як біозброя
Дослідження ΧΧ століття показали перспективу застосування бруцел як біозброї. Здатність бруцел до виживання створює можливість їх перенесення у снарядах і бомбах на далеку відстань.
Деякі збудники бруцельозу (Brucellae abortus, melitensis, suis) віднесено до тих біологічних агентів, які офіційно визнано чинниками біологічної зброї.
Але, наприклад, в США досить швидко відмовились від використання бруцел у біологічній війні через їхню слабку здатність спричинювати швидку смерть ураженого (оціночна летальність була вирахована на рівні 3 %, смерть наставала через місяці після ураження), адже доктрина біологічної війни цієї країни вимагала летальної зброї. Вирахована інфікувальна доза коливається від 300 до 500 мікроорганізмів для людини залежно від виду бруцел. Взагалі у 1972 році програма розробки біозброї у США була припинена.